# توماس إينكفيست
توماس إينكفيست (بالسويدية: Thomas Enqvist) مواليد 13 مارس 1974 في ستوكهولم، هو لاعب كرة مضرب سويدي سابق بدأ مسيرته كمحترف سنة 1991 وكان يلعب باليد اليمنى، اعتزل اللعب في 2006. أعلى تصنيف له في الفردي كان المركز الـ 4 في سنة 1999. سبق أن شارك في دورة الألعاب الأولمبية الصيفية. فاز بجائزة أفضل لاعب متحسن من قبل رابطة محترفي كرة المضرب.

## النهائيات

### نهائيات البطولات الكبرى

#### الفردي: 1 (0–1)
| الحصيلة | السنة | الدورة            | المنافس في النهائي | النتيجة في النهائي      |
| الوصافة | 1999  | أستراليا المفتوحة | يفغيني كافلنيكوف   | 6–4, 0–6, 3–6, 6–7(1–7) |

### نهائيات الماسترز

#### الفردي: 3 (3–1)
| الحصيلة | السنة | الدورة               | المنافس في النهائي | النتيجة في النهائي |
| الفوز   | 1996  | باريس للماسترز       | يفغيني كافلنيكوف   | 6–2, 6–4, 7–5      |
| الفوز   | 1999  | شتوتغارت             | ريتشارد كرايتشك    | 6–1, 6–4, 5–7, 7–5 |
| الوصافة | 2000  | إنديان ويلز للماسترز | أليكس كوريتخا      | 4–6, 4–6, 3–6      |
| الفوز   | 2000  | سنسيناتي للماسترز    | تيم هينمان         | 7–6(7–5), 6–4      |

## روابط خارجية
- توماس إينكفيست على موقع رابطة محترفي التنس (الإنجليزية)
- توماس إينكفيست على موقع الاتحاد الدولي لكرة المضرب (الإنجليزية)
- توماس إينكفيست على موقع كأس ديفيز (الإنجليزية)
- توماس إينكفيست على موقع خلاصة التنس.كوم (الإنجليزية)
- توماس إينكفيست على موقع إي إس بي إن.كوم (الإنجليزية)
- توماس إينكفيست على موقع أوليمبيديا (الإنجليزية)
- توماس إينكفيست على موقع اللجنة الأولمبية السويدية (السويدية)